# Belais-Production
Belais-Production er et dansk selskab, der producerer pornofilm. Selskabet er ejet af stifteren filminstruktur Lizeth Siff Farra Strange, der også er dirketør og bestyrelsesmedlem i selskabet.. Belais-Production står blandet andet bag filmene Danish Deluxe Hardcore.